# Gălăuțaș
Gălăuțaș es una comuna ubicada en el distrito de Harghita, Rumania.

## Superficie
Cuenta con una superficie de 30,42 kilómetros cuadrados.

## Demografía
Hasta 2021 la población era de 2039 habitantes, con una densidad de población de 67,03 habitantes por kilómetro cuadrado.